# 片冈直温

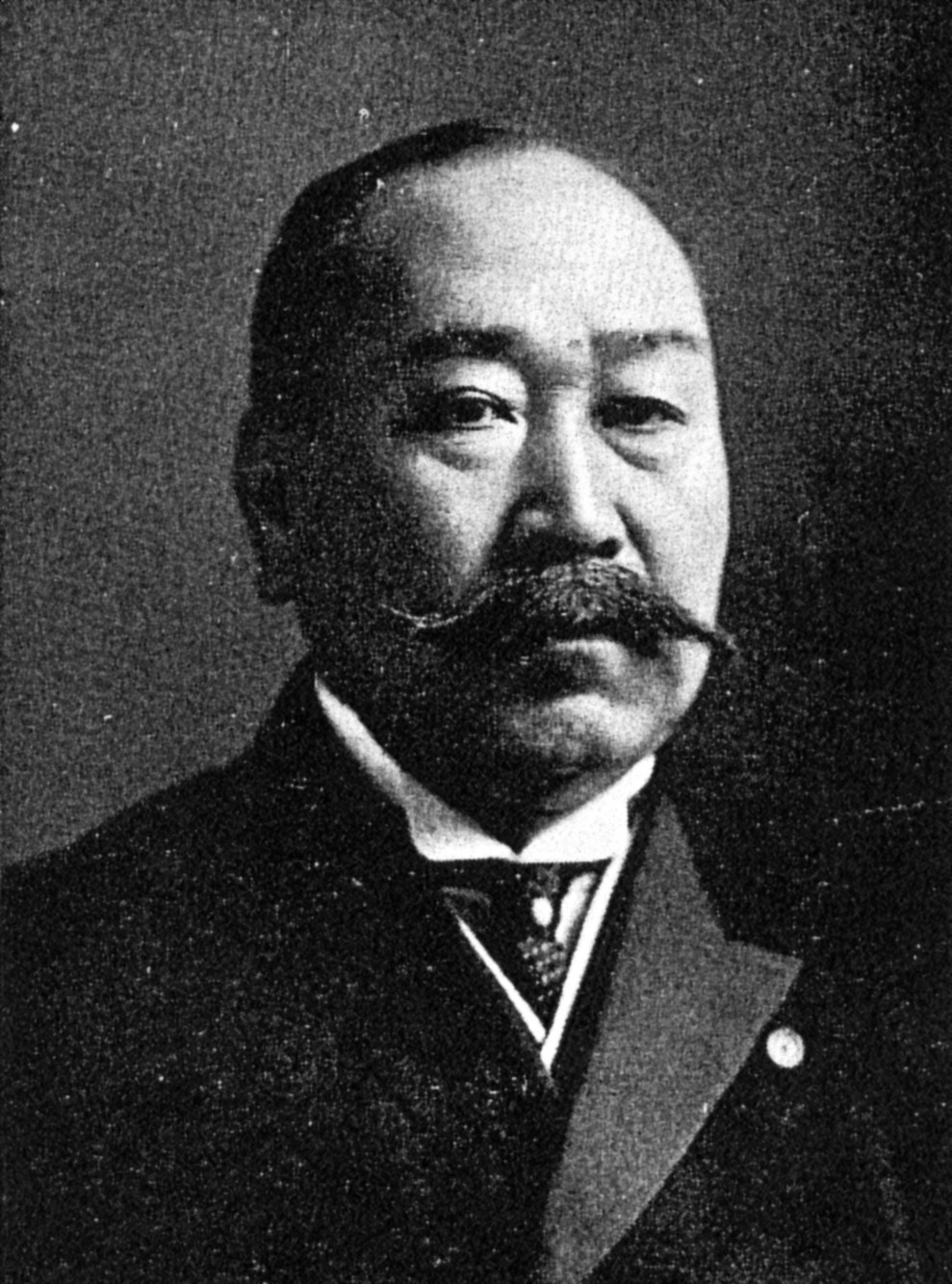
片冈直温

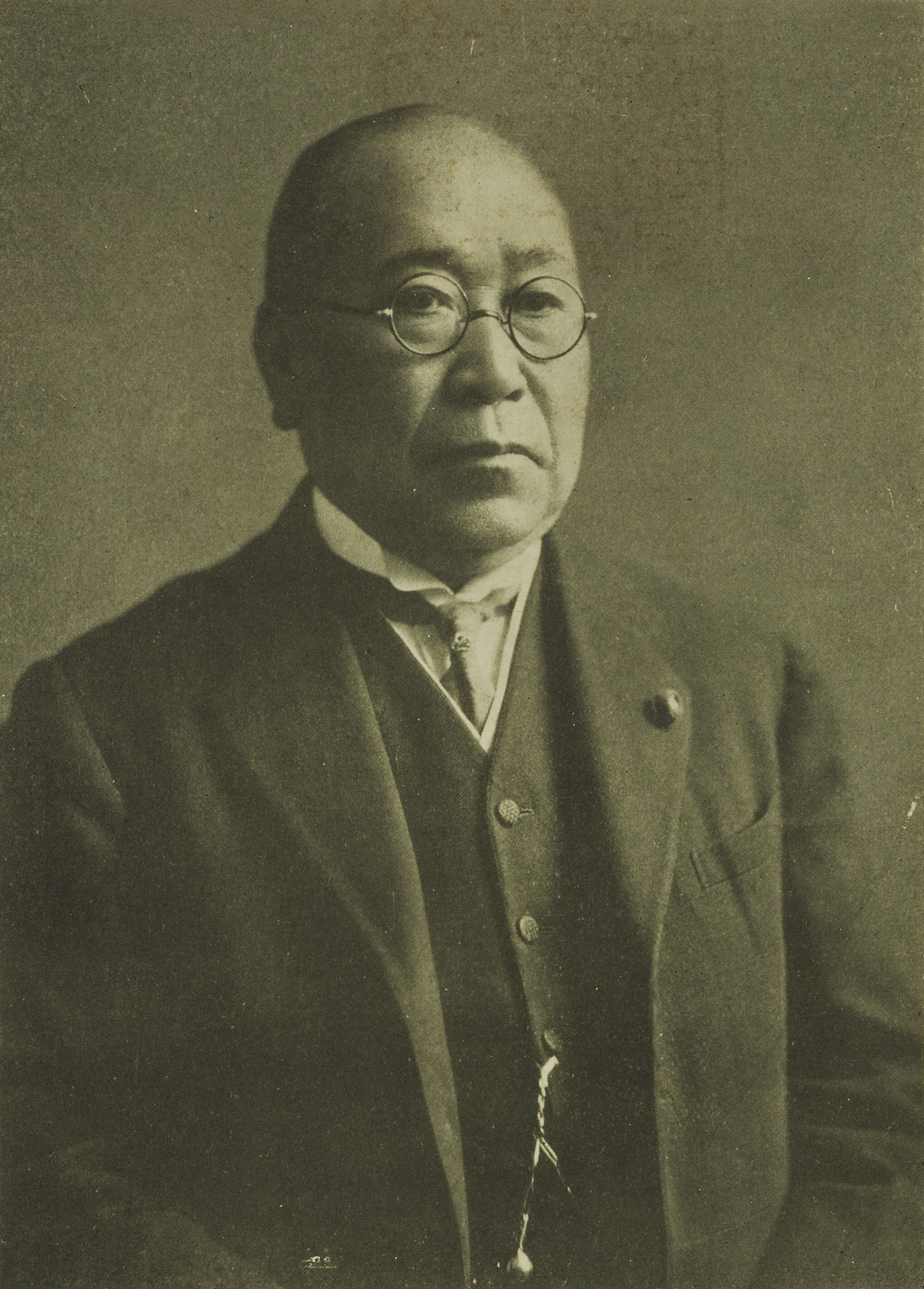
片冈直温

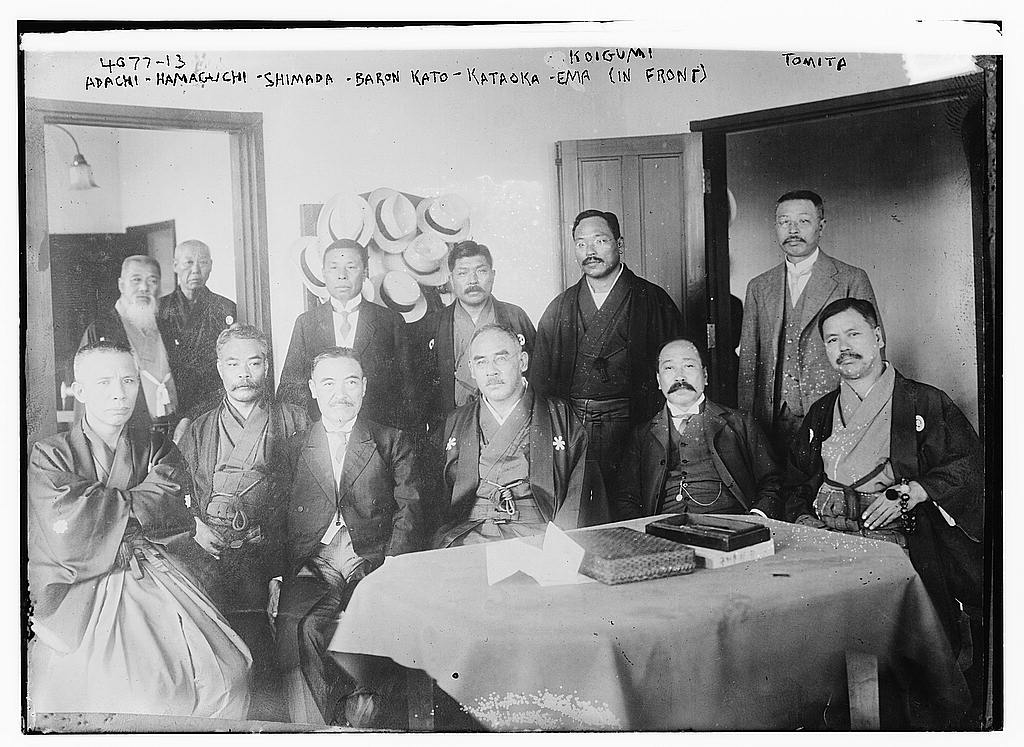
1916年安達謙藏, 岛田俊雄, 加藤高明, 濱口雄幸, 片冈直温

片冈直温（日语：／，1859年10月13日—1934年5月21日）是一位日本企业家、政治家。

## 生平
1859年出生于土佐国，先后担任小学教师，滋贺县警察部长。1880年认识伊藤博文进入内務省。1889年辞官后担任日本生命保险副社长。1903年升任社长。1893年被选为众议院议员，1925年担任商工大臣，1926年担任大藏大臣，1927年担任众议院 (日本)预算委员长。1930年4月11日被任命为贵族院勅选议员。

## 荣誉
- 1930年（昭和5年）12月5日 - 帝都復興記念章[5]
- 1934年（昭和9年）5月21日 - 勋一等瑞宝章[6]